# Roma drogata: la polizia non può intervenire
Pour plus de détails, voir Fiche technique et Distribution.
Roma drogata: la polizia non può intervenire est un poliziottesco italien réalisé par Lucio Marcaccini et sorti en 1975.
C'est le premier et le seul film de son réalisateur,.

## Synopsis
Rome. Le commissaire De Stefani veut faire la lumière sur un important trafic de drogue dans la ville. Il décide alors de suivre les déplacements d'un étudiant, le petit ami de la fille d'une riche famille romaine qui vient de subir un vol à son domicile : l'inspecteur pense que le vol est à relier au trafic de drogue. Quand il s'apprête à découvrir qui se cache derrière, l'affaire se complique.

## Fiche technique
Sauf indication contraire, les informations mentionnées dans cette section peuvent être confirmées par la base de données cinématographiques IMDb,  présente dans la section « Liens externes ».
- Titre original : Roma drogata: la polizia non può intervenire[3],[4]
- Réalisation : Lucio Marcaccini
- Scénario : Lucio Marcaccini, Vincenzo Mannino (it)
- Photographie : Gino Santini
- Montage : Giulio Berruti
- Musique : Albert Verrecchia
- Décors et costumes : Luciano Vincenti (it)
- Maquillage : Silvana Petri
- Production : Carlo Chamblant
- Société de production : Diapason Cinematografica
- Pays :  Italie
- Genre : Poliziottesco[3]
- Durée : 95 minutes
- Dates de sortie : 
  - Italie : 18 décembre 1975

## Distribution
- Bud Cort : Massimo Monaldi
- Marcel Bozzuffi : Commissaire De Stefani
- Eva Czemerys : La mère de Rodolfo
- Maurizio Arena : Buscemi, le Sicilien
- Guido Alberti : Le questeur
- Leopoldo Trieste : Le tueur à gages
- Gianfilippo Carcano : Le professeur
- Ennio Balbo : L'antiquaire
- Umberto Raho : Giovanni, le serveur de Cinzia
- Luigi Casellato : Le père de Patrizia
- Mico Cundari : Aroldi, le père de Cinzia
- Pupo De Luca (en) : Le commissaire-adjoint
- Tom Felleghy : Le médecin
- Francesco Ferracini : Cannavale
- Anna Zinnemann : La mère de Cinzia
- Luca Bonicalzi : Dominique
- Patrizia Gori : Alberta Ferri
- Rossella Or : Maruscia
- Graziella Scotese : Stefania
- Settimio Segnatelli : Rudy
- Annarita Grapputo : Cinzia Aroldi

## Bande originale
La musique du film est l'œuvre d'Albert Verrecchia avec Tony Esposito à la batterie. La chanson-titre d'ouverture, We've got a Lord, est interprétée par Sammy Barbot (it). Edda Dell'Orso (chanteuse des thèmes d'Ennio Morricone) a également interprété quelques chansons du film.